# Dán (Biblia)
Dán (héberül:  דָּן, jelentése: bíró) bibliai személy, Jákob és annak ágyasa, Bilha fia. Izráel 12 törzse egyikének ősatyja.
Jákob felesége, Ráhel sok éven át hiába próbált teherbe esni, s attól való félelmében, hogy gyermektelen marad, szolgálólányát kínálta fel férjének, hogy tőle szülessen gyermeke. Amikor világra jött Dán, Ráhel hálát adott Istennek: Ítélt felőlem az Isten, és meg is hallgatta szavamat, és adott énnékem fiat: azért nevezé nevét Dánnak

## Dán törzse
Mózes 4. könyvében Dán utódai a 2. legnagyobb törzsként jelennek meg Júda után, szám szerint: 62 700 fő.
Az izraeliták kánaáni honfoglalása után Dán törzse a tengerpart közelében, a mai Tel-Aviv környező régiójában kapott örökséget. Nem nagy terület volt ez, de annál termékenyebb. Ezzel egyben az izraeliták legerősebb ellenségével, a filiszteusokkal kerültek szomszédságba.
Ebben az időben itt feküdt Jaffa, a kikötőváros. Sokan itt aztán hajóépítésből és hajózásból éltek. Debóra éneke is említi a törzs férfiainak elmaradását az izraelita harcoktól: "Hát Dán miért időzik hajóinál?"  Dán utódainak jellegzetességei lettek a tengeri hajóutak, ami szokatlan volt az izraelita törzsekre nézve. A szó, hogy Dan és a belőle eredő más szavak aztán elszórva az egész Földközi-tenger térségében megjelentek. John Cox Gawler történész szerint a dániták egész a Brit-szigetekig eljutottak, illetve Thomas Moore szerint még azon túl is.
Dán törzséből származott az erejéről híressé vált Sámson is.
Később Dán törzse (vagy annak egy bizonyos része) a távoli északra került. Kémeket küldtek ki a Kineret-tótól északra fekvő Jordán forrásvidékére, majd 600 fegyveres ember odamasírozott és elfoglalták Lajis (Lais) városát a szidóniaktól. Ezt a meghódított települést aztán átkeresztelték Dánra és a törzs központja lett.
A zsidó írók a továbbiakban gyakran említették Izráelt a következő kifejezéssel: Dántól Beérsebáig (a legészakibbtól a legdélebbi izraelita településig), amely mintegy 230 km távnak felelt meg.
Amikor az asszírok meghódították az Izraeli Királyságot (Kr. e. 8. század), Dán törzse további sorsának is nyoma veszett.

## Jelenések könyve
Az újszövetségi Jelenések könyve 7. részében ott vannak Izrael törzseiből az elpecsételtek. Érdekes módon Dán törzse nincs a fölsorolásban, helyette József és Manassze (Manassé) van említve.